# Seznam dílů seriálu Ordinace v růžové zahradě 2
Toto je seznam dílů seriálu Ordinace v růžové zahradě 2. Český televizní seriál z chirurgického a gynekologického prostředí Ordinace v růžové zahradě 2 vysílá TV Nova od roku 2005, zpočátku pod názvem Ordinace v růžové zahradě, od roku 2008 jako Ordinace v růžové zahradě 2. Od září 2021 byla Ordinace přesunuta na placený videoportál Voyo, který se v březnu 2025 stal součástí platformy Oneplay.

## Přehled řad
| Řada                                         | Díly                      | Premiéra                  | Premiéra                  |
| Řada                                         | Díly                      | První díl                 | Poslední díl              |
| Ordinace v růžové zahradě                    | Ordinace v růžové zahradě | Ordinace v růžové zahradě | Ordinace v růžové zahradě |
| -------------------------------------------- | ------------------------- | ------------------------- | ------------------------- |
| 1                                            | 86                        | 6. září 2005              | 29. června 2006           |
| 2                                            | 72                        | 24. srpna 2006            | 27. června 2007           |
| 3                                            | 37                        | 28. srpna 2007            | 10. ledna 2008            |
| Ordinace v růžové zahradě 2 (TV Nova)        |                           |                           |                           |
| 3                                            | 44                        | 15. ledna 2008            | 12. června 2008           |
| 4                                            | 79                        | 2. září 2008              | 25. června 2009           |
| 5                                            | 81                        | 25. srpna 2009            | 24. června 2010           |
| 6                                            | 72                        | 24. srpna 2010            | 16. června 2011           |
| 7                                            | 74                        | 30. srpna 2011            | 21. června 2012           |
| 8                                            | 76                        | 28. srpna 2012            | 20. června 2013           |
| 9                                            | 80                        | 27. srpna 2013            | 19. června 2014           |
| 10                                           | 80                        | 26. srpna 2014            | 18. června 2015           |
| 11                                           | 80                        | 25. srpna 2015            | 16. června 2016           |
| 12                                           | 80                        | 30. srpna 2016            | 15. června 2017           |
| 13                                           | 80                        | 22. srpna 2017            | 14. června 2018           |
| 14                                           | 80                        | 28. srpna 2018            | 13. června 2019           |
| 15                                           | 62                        | 27. srpna 2019            | 9. dubna 2020             |
| 16                                           | 57                        | 27. srpna 2020            | 10. června 2021           |
| Ordinace v růžové zahradě 2 (Voyo a Oneplay) |                           |                           |                           |
| 17                                           | 20                        | 2. září 2021              | 27. ledna 2022            |
| 18                                           | 26                        | 3. února 2022             | 28. července 2022         |
| 19                                           | 16                        | 4. srpna 2022             | 17. listopadu 2022        |
| 20                                           | 22                        | 19. ledna 2023            | 20. června 2023           |
| 21                                           | 24                        | 26. června 2023           | 4. prosince 2023          |
| 22                                           | 22                        | 15. ledna 2024            | 10. června 2024           |
| 23                                           | 24                        | 24. června 2024           | 2. prosince 2024          |
| 24                                           | 22                        | 6. ledna 2025             | 2. června 2025            |
| 25                                           | 24                        | 23. června 2025           | 1. prosince 2025          |

## Seznam dílů
- Seznam dílů seriálu Ordinace v růžové zahradě (2005–2008)
- Seznam dílů seriálu Ordinace v růžové zahradě 2 (TV Nova) (2008–2021)
- Seznam dílů seriálu Ordinace v růžové zahradě 2 (Voyo a Oneplay) (od 2021)